# 达达利亚 (原神)
達達利亞是米哈游开发的电子游戏《原神》中的虚构角色，在2020年遊戲公測後，主線劇情的璃月篇中登場，同年成為可玩角色。他是虚构國家至冬國的外交機構、遊戲內主要反派陣營「愚人眾」的成員，是愚人眾十一執行官第十一席，代號「公子」。達達利亞的華語配音为李春胤，日語配音为木村良平，英語配音为格里芬·伯恩斯（Griffin Burns），韓語配音为南度亨。

## 創作與設計
達達利亞最早在《原神》公測1.0版本「歡迎來到提瓦特大陸」中作為非玩家角色上線，在遊戲主線劇情第一章·第一幕「浮世浮生千岩間」中出場。米哈遊在《原神》1.1版本前瞻預告片中宣佈達達利亞將成爲可玩角色。隨後米哈遊於2020年11月4日發佈了達達利亞的角色預告片「百无禁忌」；於11月10日發佈達達利亞的角色演示片「去往至冬的信」，展示了達達利亞的戰鬥技能。達達利亞在遊戲1.1版本「迫近的客星」作爲可玩角色上線，上線的日期（11月11日）也與達達利亞的身份「愚人眾十一執行官第十一席」相互呼應。米哈遊還推出了達達利亞的傳說任務鯨天之章·第一幕「獨眼小寶總動員」。在遊戲2.2版本「霧海懸謎境」，米哈遊為角色推出了專屬武器「冬極白星」。
在製作組的設定中，達達利亞是愚人眾十一執行官第十一席，代號「公子」。他是愚人眾十一執行官中最危險的執行官之一，驍勇善戰，卻又忠诚熱情、體貼慷慨。達達利亞是遊戲中最先發佈為可玩角色的愚人眾執行官。達達利亞的名字來源於義大利即興喜劇中的角色「達達利亞」。在角色設計方面，達達利亞有一头凌乱但修剪整齐的橙色短发和深蓝色的眼睛，穿着一件敞开的灰色夹克、灰色裤子、黑色靴子和黑色手套；達達利亞的頭上還戴着一只镶有红色宝石的耳环，以及紅色的愚人眾面具。
達達利亞的華語配音为李春胤（魚凍），他同時也是《崩壞3rd》角色夜梟、《崩壞：星穹鐵道》角色丹恆的配音員。達達利亞的日語配音为木村良平，英語配音为格里芬·伯恩斯（Griffin Burns），韓語配音为南度亨。

## 作品中表現

### 角色故事
達達利亞本名「阿賈克斯」（Ajax），出生於至冬國海屑鎮，名字來源於父親最喜愛的冒險英雄故事。阿賈克斯在14歲時離家出走，失足落入深淵，在深淵中喚醒了沉睡的「吞星之鯨」，還遇到了劍客絲柯克。阿賈克斯向絲柯克拜師，在深淵3個月學到了絲柯克「暢行深淵的得意之術」，而外界僅過了3天。回家後，阿賈克斯性格大變，變得輕狂、自信，喜愛紛爭，加入愚人眾並受到了執行官「公雞」的賞識，一路提拔至「執行官」，獲得了「公子」達達利亞的名號。
在主線劇情的璃月篇中，達達利亞在請仙典儀後的混亂中搭救了被千岩軍圍捕的旅行者（主角），並指引旅行者訪謁仙人以洗清嫌疑。洗清嫌疑後，旅行者希望尋找接近岩王帝君遺體「仙祖法蛻」的方法，故達達利亞將旅行者引薦給鍾離。在旅行者與鍾離籌備送仙典儀的過程中，達達利亞暗中監視，得知了仙祖法蛻的去向為黃金屋，而達達利亞在璃月佈局的目的就是仙祖法蛻中岩神摩拉克斯的「神之心」。達達利亞前往黃金屋奪取仙祖法蛻中的「神之心」，遭遇旅行者阻攔，兩人在黃金屋大戰。達達利亞發現仙祖法蛻中沒有「神之心」，發覺仙祖法蛻乃至岩神之死另有隱情，決定召喚被封印的魔神「奧賽爾」以引岩神現身。最終奧賽爾在璃月七星與仙人協力下擊敗，回到北國銀行的達達利亞方纔得知一切為岩神摩拉克斯和「女士」席諾拉設的局，「神之心」亦被席諾拉取得。
在達達利亞的角色故事「獨眼小寶總動員」中， 達達利亞的弟弟托克偷偷來到璃月，旅行者、派蒙和達達利亞輪流照顧托克。最終在廢棄的遺蹟機關研究所中，旅行者被達達利亞的親情觀念所打動，兩人建立「至冬再見」的約定。
在主線劇情的楓丹篇中，達達利亞在楓丹度假，與旅行者再次見面。達達利亞的「神之眼」突然失靈，於是他向旅行者講述了自己的現狀和幼時發生的事情。達達利亞決定將「神之眼」交給旅行者保管。後來，達達利亞被指控為「少女連環失蹤案」的幕後黑手，雖然在旅行者和娜維婭趕到後，兩人指認了真正的兇手，洗清了達達利亞的嫌疑，但達達利亞仍被「諭示裁定樞機」判處有罪，被送入「梅洛彼得堡」監禁。不知為何，達達利亞在梅洛彼得堡失蹤，「僕人」阿蕾奇諾藉機向芙寧娜和那維萊特施壓，故那維萊特決定派旅行者在梅洛彼得堡調查達達利亞的下落。在調查中，旅行者透過達達利亞的神之眼，得知達達利亞在原始胎海之中，與吞星之鯨已經惡鬥了相當長的時間。吞星之鯨轉而襲擊「歐庇克萊歌劇院」，達達利亞與那維萊特協力將其打回原始胎海。旅行者和那維萊特進入原始胎海與吞星之鯨苦戰，最後絲柯克趕到並將吞星之鯨和達達利亞轉移走。

### 角色玩法
達達利亞是五星级水元素弓箭角色。達達利亞的元素戰技可以切換其兩種不同作戰模式，分別為弓箭遠程戰鬥和水刃近戰攻擊。達達利亞的元素爆發與元素戰技的作戰模式綁定，遠程時為大範圍的弓箭雨幕，近戰時則爲水長槍揮砍。

## 反響與評價

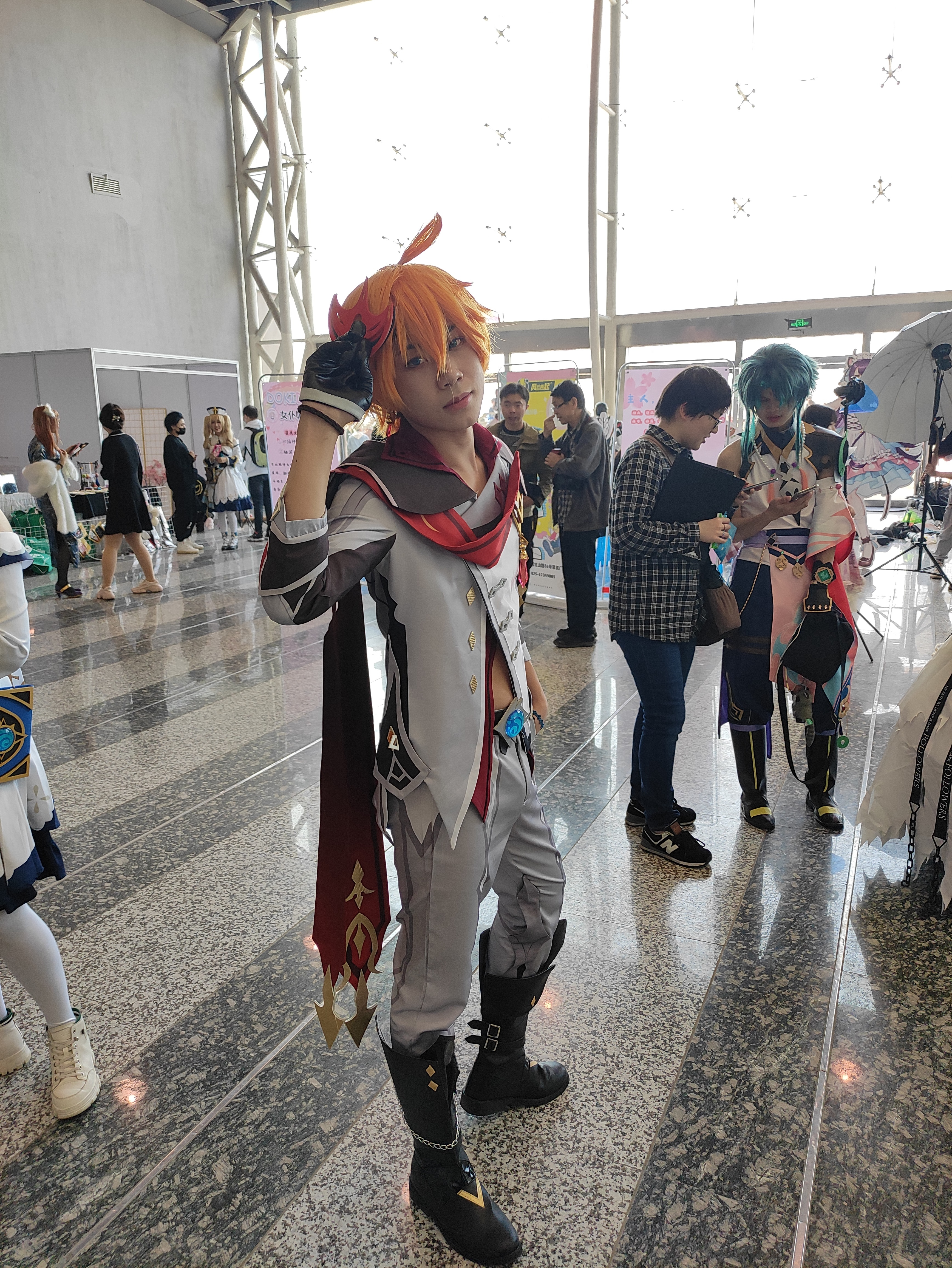
達達利亞的角色扮裝者。

自達達利亞作爲可玩角色發佈以來，玩家大多非常喜愛這個角色，是遊戲中最受歡迎的反派之一。一些角色扮演者和模特也會去扮演成達達利亞。在2023年香港動漫電玩節上，謝雪心的達達利亞角色扮演形象引起玩家的好評。
在角色設計方面，Kotaku專職評論員姜思琪稱讚達達利亞是一個迷人的、寫得很好的反派角色：「他完全意識到自己是一個光輝的殺手，他不是自己故事中的英雄，他對此一點也不感到遺憾」；因此，達達利亞的故事打破了「惡棍的自我救贖」的劇情套路，他是一個有情感高光的東方美學中的惡棍。AFK Gaming評論員John Dave Rossel則認為達達利亞是個有著豐富背景故事的複雜角色；他可能在遊戲中被描繪成反派，但他保護家人的動機使他更像反英雄。在角色外觀上，Game Rant評論員稱讚達達利亞的外觀設計「肯定能在最佳着裝比賽中勝出」。在米哈遊發佈「致終幕的歡宴」預告片後，部分玩家希望米哈遊將達達利亞在預告片中的厚外套形態也製作成可替換衣裝。
在角色戰鬥方面，許多評論都稱讚遠程和近戰自由切換的戰鬥模組設計十分獨特。
《遊戲日報》評論員王雨涵評價達達利亞「拥有独特的断流机制和双形态战斗机制，对群体伤害很高」。
雅虎新聞評論員顧茵認為達達利亞為遊戲中最具有技術含量的角色之一，因為他可以憑藉元素戰技在遠程和近戰姿勢之間切換；因此，他還可以根據需求在主輸出角色和爆發輸出角色之間靈活切換，可以很好的適配各種不同的配隊。
The Nerd Stash評論員也稱讚達達利亞玩法的多元，認為他在每個隊伍中都是不錯的選擇。
Sportskeeda評論員Vineet Kumar Naik稱讚達達利亞的戰鬥模組充滿了驚喜，既有快速的水元素力應用，又有從遠程姿態切換到近戰姿態的特殊能力，是強大的水元素輸出角色。
PC Gamer評論員認為達達利亞是《原神》2.2版本前唯一的水元素弓箭使用者，也是該元素中最好的輸出角色之一。
The Gamer評論員認為深受玩家喜愛的達達利亞經受住了時間的考驗，即使米哈遊在他之後發布了許多新角色，他仍然保持最有趣的角色戰鬥模組的領先地位。

## 外部連結
- bilibili上的《原神》新角色「公子」预告PV-「百无禁忌」
- bilibili上的《原神》角色演示-「公子：去往至冬的信」
- bilibili上的《原神》拾枝杂谈-「『公子』：魔王武装」
- YouTube上的《原神》过场动画-「吞星之鲸」